# Casoli (Italië)
Casoli is een gemeente in de Italiaanse provincie Chieti (regio
Abruzzen) en telt 5901 inwoners (31-12-2004). De oppervlakte bedraagt 66,6 km², de bevolkingsdichtheid is 90
inwoners per km².
De volgende frazioni maken deel uit van de gemeente: Ascigno, Capoposta, Cappacorti, Caprafico, Cavassutti, Cinonni, Cipollaro, Collebarone, Collelungo, Collemarco, Colle della Torre, Coste Martini, Fiorentini, Grottarimposta, Guarenna Nuova, Guarenna Vecchia, Laroma, Laroscia, Mandramancina, Merosci, Minco di Lici, Monti, Piana delle vacche, Pianibbie, Piano Carlino, Piano del Mulino, Piano la Fara, Piano Laroma, Piano Morelli, Piano delle Vigne, Quarto da Capo, Ripitella, Selva Piana, Serra, Taloni, Torretta, Valle Curato, Verratti, Vicenne, Vizzarri.

## Demografie
Casoli telt ongeveer 2332 huishoudens. Het aantal inwoners daalde in de periode 1991-2001 met 2,4% volgens
cijfers uit de tienjaarlijkse volkstellingen van ISTAT.
| Jaar | Inwoneraantal |
| ---- | ------------- |
| 1991 | 6116          |
| 2001 | 5971          |

## Geografie
Casoli grenst aan de volgende gemeenten: Altino, Civitella Messer Raimondo, Gessopalena,
Guardiagrele, Palombaro, Roccascalegna, Sant'Eusanio del Sangro.